# Archaeoattacus staudingeri
Archaeoattacus staudingeri is een vlinder uit de onderfamilie Saturniinae van de familie nachtpauwogen (Saturniidae).
De wetenschappelijke naam van de soort is, als Attacus staudingeri, voor het eerst geldig gepubliceerd door Lionel Walter Rothschild in 1895.

## Type
- lectotype: "male", vastgelegd door Nässig et al. in 1996.
- instituut: ZMHU, Berlijn, Duitsland.
- typelocatie: "Indonesia, W Java, Tjisolok, 6°57’0” S, 106°26’0” E"[2]